# Dactyloscopus fimbriatus
Dactyloscopus fimbriatus är en fiskart som först beskrevs av Reid, 1935.  Dactyloscopus fimbriatus ingår i släktet Dactyloscopus och familjen Dactyloscopidae. IUCN kategoriserar arten globalt som livskraftig. Inga underarter finns listade i Catalogue of Life.